# Oxytropis pseudohirsuta
Oxytropis pseudohirsuta là một loài thực vật có hoa trong họ Đậu. Loài này được Q. Wang & Chang Y. Yang mô tả khoa học đầu tiên năm 2001.